# Centaurea bovina
Centaurea bovina — вид квіткових рослин айстрових (Asteraceae). Місцевий ареал цього виду —  Болгарія й пн. Греція.

## Біоморфологічна характеристика
Дворічник. Стебла 30–40 см, сильно розгалужені. Листки нерівні, з розкиданими павутинистими волосками; нижні листки перисті. Квіткова голова поодинока або по 2–3 у скупченнях. Обгортка завдовжки 6–7 мм; приквітки трикутні. Квітки пурпурні, по 4–6 на квіткову голову. Сім'янки завдовжки ≈ 3 мм; папус відсутній. Період цвітіння: червень і липень. Період плодіння: липень і серпень.

## Середовище
Зростає в сухих і кам'янистих місцях. Бере участь у відкритих ксеротермічних спільнотах. Популяції в хорошому стані, складаються з 100–200 особин, але сильно фрагментовані та з низьким потенціалом розповсюдження. Зареєстрований на висотах до 400 метрів.